# Вейн Гіллмен
Вейн Гіллмен (англ. Wayne Hillman, 13 листопада 1938, Кіркленд-Лейк — 24 листопада 1990) — канадський хокеїст, що грав на позиції захисника.
Наймолодший з братів Гіллменів — Флойда і Ларрі. Разом з зі своїм братом Ларрі двічі виступав в одному клубі, спочатку в складі «Міннесота Норт-Старс» (НХЛ), а згодом у складі «Клівленд Крузейдерс» (ВХА).

## Ігрова кар'єра
Професійну хокейну кар'єру розпочав 1957 року.
Протягом професійної клубної ігрової кар'єри, що тривала 19 років, захищав кольори команд «Чикаго Блек Гокс», «Нью-Йорк Рейнджерс», «Міннесота Норт-Старс», «Філадельфія Флаєрс» та «Клівленд Крузейдерс».

## Нагороди та досягнення
- Володар Кубка Стенлі в складі «Чикаго Блек Гокс» — 1961.

## Статистика
| Сезон        | Клуб                   | Ліга         | Регулярний сезон | Регулярний сезон | Регулярний сезон | Регулярний сезон | Регулярний сезон | Плей-оф | Плей-оф | Плей-оф | Плей-оф | Плей-оф |
| Сезон        | Клуб                   | Ліга         | І                | Г                | П                | О                | ШХ               | І       | Г       | П       | О       | ШХ      |
| ------------ | ---------------------- | ------------ | ---------------- | ---------------- | ---------------- | ---------------- | ---------------- | ------- | ------- | ------- | ------- | ------- |
| 1960–61      | «Чикаго Блек Гокс»     | НХЛ          | —                | —                | —                | —                | —                | 1       | 0       | 0       | 0       | 0       |
| 1961–62      | «Чикаго Блек Гокс»     | НХЛ          | 19               | 0                | 2                | 2                | 14               | —       | —       | —       | —       | —       |
| 1962–63      | «Чикаго Блек Гокс»     | НХЛ          | 67               | 3                | 5                | 8                | 74               | 6       | 0       | 2       | 2       | 2       |
| 1963–64      | «Чикаго Блек Гокс»     | НХЛ          | 59               | 1                | 4                | 5                | 51               | 7       | 0       | 1       | 1       | 15      |
| 1964–65      | «Чикаго Блек Гокс»     | НХЛ          | 19               | 0                | 1                | 1                | 8                | —       | —       | —       | —       | —       |
| 1964–65      | «Нью-Йорк Рейнджерс»   | НХЛ          | 22               | 1                | 7                | 8                | 26               | —       | —       | —       | —       | —       |
| 1965–66      | «Нью-Йорк Рейнджерс»   | НХЛ          | 68               | 3                | 17               | 20               | 70               | —       | —       | —       | —       | —       |
| 1966–67      | «Нью-Йорк Рейнджерс»   | НХЛ          | 67               | 2                | 12               | 14               | 43               | 4       | 0       | 0       | 0       | 2       |
| 1967–68      | «Нью-Йорк Рейнджерс»   | НХЛ          | 22               | 0                | 5                | 5                | 46               | 2       | 0       | 0       | 0       | 0       |
| 1968–69      | «Міннесота Норт-Старс» | НХЛ          | 50               | 0                | 8                | 8                | 32               | —       | —       | —       | —       | —       |
| 1969–70      | «Філадельфія Флаєрс»   | НХЛ          | 68               | 3                | 5                | 8                | 69               | —       | —       | —       | —       | —       |
| 1970–71      | «Філадельфія Флаєрс»   | НХЛ          | 69               | 5                | 7                | 12               | 47               | —       | —       | —       | —       | —       |
| 1971–72      | «Філадельфія Флаєрс»   | НХЛ          | 47               | 0                | 3                | 3                | 21               | —       | —       | —       | —       | —       |
| 1972–73      | «Філадельфія Флаєрс»   | НХЛ          | 74               | 0                | 10               | 10               | 33               | 8       | 0       | 0       | 0       | 8       |
| 1973–74      | «Клівленд Крузейдерс»  | ВХА          | 66               | 1                | 7                | 8                | 51               | 5       | 0       | 0       | 0       | 16      |
| 1974–75      | «Клівленд Крузейдерс»  | ВХА          | 60               | 2                | 9                | 11               | 37               | 5       | 0       | 2       | 2       | 2       |
| Усього в НХЛ | Усього в НХЛ           | Усього в НХЛ | 691              | 18               | 86               | 104              | 534              | 28      | 0       | 3       | 3       | 19      |
| Усього у ВХА | Усього у ВХА           | Усього у ВХА | 126              | 3                | 16               | 19               | 88               | 10      | 0       | 2       | 2       | 18      |